# Organización en red
La organización en red es un modelo organizativo en la que las acciones son coordinadas por acuerdos en lugar de por una jerarquía (Organización jerárquica). La red está formada por una serie de nodos que pueden ser individuos, grupos de individuos u organizaciones.
Este modelo organizativo establece una comunicación fluida entre sus partes componentes, las cuales no están necesariamente divididas en función de una jerarquía, sino que en este caso prevalece la integración de las mismas, las cuales operan de manera dinámica e integrada tomando decisiones que influyen e integran a múltiples áreas de la Compañía (a diferencia del Modelo "Máquina Rutinaria" y "Empresario Operativo")
Esta forma de organización puede ser celular. Sin embargo, la presencia de células no necesariamente implica que exista una organización en red. Hay organizaciones jerárquicas que tienen estructura celular. Por ejemplo algunas organizaciones subversivas.
Las nuevas tecnologías favorecen una organización en red, pero no son absolutamente necesarias. Viejas tecnologías o una mezcla de viejos y nuevos sistemas pueden posibilitar también este tipo de estructuras.

## Aplicaciones
En el mundo actual la forma organización en red es cada vez más popular. Veamos algunos ejemplos:
- Las empresas suelen colaborar unas con otras en organizaciones en red para la consecución de objetivos. La colaboración puede ser por tener las empresas objetivos comunes o porque las empresas colaboran especializándose cada una en un cometido concreto (el proceso productivo es llevado a cabo por la organización en red).
- Dentro de la propia empresa cada vez se tienen más equipos que se autoorganizan, aunque dependen de los objetivos del conjunto.
- En el desarrollo de todo tipo de conflictos no bélicos los actores cada vez más adoptan organizaciones en red dando lugar a las llamadas netwar.
- En muchos países occidentales, el estado cada da a más suborganizaciones cierto grado de autonomía para que sean capaces de desarrollar de forma más efectiva su cometido. No se tiene una organización en red, pero tampoco se tiene una red totalmente jerárquica.

## Topologías
Las organizaciones en red tradicionalmente se clasifican en tres tipos de topologías básicas: Red en cadena, Red en estrella y red en malla
Cada tipo se adapta a diferentes condiciones y propósitos. También puede haber híbridos de varios tipos, donde diferentes tareas son organizadas a través de diferentes tipos de red. Por ejemplo, una netwar puede tener una red en malla en su consejo directivo, pero usa una redes en cadena y en estrella para operaciones tácticas. Además dentro de cada nodo se pueden usar formas de organización jerárquicas tradicionales. Muchos tipos de configuraciones son posibles.

### Red en cadena
En las Redes en cadena, también llamadas red lineal el flujo se realiza obligatoriamente a través de unos nodos intermedios preestablecidos. Esta forma de organización es típica en redes de contrabando donde los bienes y la información van fluyendo desde un extremo a otro a través de una serie de intermediarios.

### Red en estrella
En las redes en estrella, también llamadas redes hub los actores están vinculados a un nodo central (aunque no jerárquico), y toda la comunicación y coordinación se realiza a través de ese nodo central. Por ejemplo, las  franquicias, cárteles, grupos terroristas y criminales suelen actuar de esta forma.

### Red en malla
En las redes en malla, también llamadas redes de matriz completa, cada nodo es capaz de comunicarse plenamente con todos los demás nodos de la red. Este tipo de organización es típico entre organizaciones sociales y grupos de militantes con objetivos similares donde todos los grupos están conectados. Esta topología es la más difícil de organizar y mantener. Una de las razones es que esta requiere una densa red de comunicaciones, lo cual hoy día es mucho más fácil gracias a las nuevas tecnologías. Esta forma de organización tiene un alto potencial para realizar tareas de forma colaborativa. Idealmente, no hay un solo líder central, comandante o cuartel general. La toma de decisiones y operaciones son descentralizadas, permitiendo la iniciativa local y la autonomía. Por esta razón a veces esta forma de organización parece que no tiene cabeza y otras parece que tiene varias.
La capacidad de este diseño para que tenga un funcionamiento efectivo todo el tiempo, puede depender de la existencia de principios, intereses y/o objetivos compartidos-quizás a partir de una ideología o doctrina global compartida- entre todos los nodos y sus miembros. Tal conjunto de principios, junto con una colaboración mutua para la búsqueda del consenso, puede hacer que los miembros se consideren un 'todo', aunque estén dispersados y dedicados a diferentes tareas. Ello puede proveer una ideología y coherencia operacional que permite la descentralización táctica estableciendo unos límites y unas líneas básicas para la toma de decisiones y acciones y así que los miembros no tengan que acudir a una jerarquía porque "Ellos saben lo que tienen que hacer".